# Saka Keisuke

Saka Keisuke vào năm 2017

Keisuke Saka (sinh ngày 7 tháng 5 năm 1995) là một cầu thủ bóng đá người Nhật Bản.

## Sự nghiệp câu lạc bộ
Keisuke Saka đã từng chơi cho Shonan Bellmare.